# 圣布利蒙
圣布利蒙（法語：Saint-Blimont，法語發音：[sɛ̃ blimɔ̃]）是法国上法蘭西大區索姆省的一个市镇，属于阿布维尔区。

## 地理
圣布利蒙（50°7'15"N, 1°34'26"E）面积6.63 平方千米，位于法国上法蘭西大區索姆省，该省份为法国北部沿海省份，北起加来海峡省和北部省，西接滨海塞纳省和大西洋英吉利海峡，南至瓦兹省，东临埃纳省。
与圣布利蒙接壤的市镇（或旧市镇、城区）包括：布吕泰勒、弗里维尔-埃斯卡博坦、朗谢尔、尼巴、庞代、沃德里库尔。

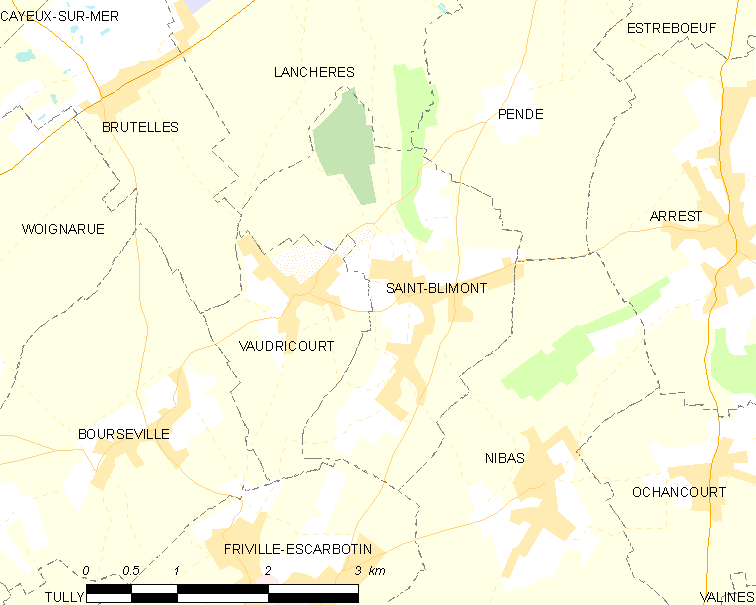
圣布利蒙的OSM定位图

圣布利蒙的时区为UTC+01:00、UTC+02:00（夏令时）。

## 行政
圣布利蒙的邮政编码为80960，INSEE市镇编码为80700。

## 政治
圣布利蒙所属的省级选区为弗里维尔-埃斯卡博坦县。

## 人口

1962-2008年间圣布利蒙人口变化图示

圣布利蒙于2022年1月1日时的人口数量为884人。